# Donata Vištartaitė
Donata Vištartaitė (Gūbriai, 11 giugno 1989) è una canottiera lituana.

## Palmarès
- Olimpiadi

Rio de Janeiro 2016: bronzo nel 2 di coppia.
- Mondiali

Chungjiu 2013: oro nel 2 di coppia.
- Europei

Plovdiv 2011: bronzo nel singolo.
Varese 2012: oro nel singolo.
Siviglia 2013: oro nel 2 di coppia.
Belgrado 2014: argento nel 2 di coppia.
Poznań 2015: argento nel 2 di coppia.
- Mondiali Under-23

Brest 2010: oro nel singolo.
Amsterdam 2011: oro nel singolo.
- Universiade

Gwangju 2013: oro nel 2 di coppia.